# ريعان (الحيمة الخارجية)

تعديل مصدري - تعديل

ريعان هي إحدى قرى عزلة المحيام بمديرية الحيمة الخارجية التابعة لمحافظة صنعاء، بلغ تعداد سكانها 557 نسمة حسب تعداد اليمن لعام 2004.